# Doug Wright
Douglas Austin Wright (11 de agosto de 1917-3 de enero de 1983) fue un dibujante canadiense, célebre por su tira cómica semanal Doug Wright's Family (1949-1980, también conocido como Nipper).
Los Premios Doug Wright fueron nombrados en su honor para honrar la excelencia en la caricatura canadiense.

## Biografía
Después de emigrar a Japón en 1938, Wright trabajó como ilustrador en una compañía de seguros antes de servir en la Fuerza Aérea Real de Canadá durante la Segunda Guerra Mundial. Fue aquí donde las caricaturas de sus compañeros de servicio atrajeron por primera vez la atención del editor de una revista.
Después de trabajar independientemente en Montreal por algunos años luego de la guerra, Wright se hizo cargo de Juniper Junction en 1948 después de que su creador, Jimmy Frise, muriera repentinamente. Dentro de un año, Wright lanzó tiras cómicas mudas  y sin título sobre un niño pequeño para el Montreal Standard. Finalmente la tituló Nipper, la tira cómica cambió de revista en 1967 y el nombre fue cambiado a Doug Wright's Family. Wright sufrió una apoplejía en marzo de 1980 y tuvo otro ataque el 3 de enero de 1983. Murió al día siguiente en el hospital a la edad de 65 años.
Nipper fue una obra maestra muda, capturando la vida canadiense suburbana con ingenio y aguda observación, y se publicó sin interrupción durante más de tres décadas. Wright también dibujó otras bandas menos conocidas, como Max & Mini, Cynthia and The Wheels, y una serie de caricaturas durante los años setenta.
Wright se mudó de Montreal a Burlington, Ontario en 1966.
Los Premios Doug Wright, nombrados en honor a Wright, se fundaron en 2005 reconociendo a dibujantes canadienses y novelistas gráficos. El mismo Wright fue uno de los homenajeados en la inauguración en el Canadian Cartoonist Hall of Fame (también conocido como Giants of the North).
Drawn and Quarterly Books publicó el primer volumen de dos volúmenes, de una retrospectiva de la vida y la carrera de Wright en la primavera de 2009.
Diseñado y recopilado por Guelph, por el dibujante Seth ubicado en Ontario, el proyecto (Doug Wright: Canada's Master Cartoonist) contiene un ensayo biográfico sobre Wright, y es el primer libro sobre el prolífico artista. También se publicaron reimpresiones de Nipper, a partir del 2011. El primer volumen abarca 1963-1964, y el segundo 1965-66.

### Ediciones de colección
- Seth; Mackay, Brad, eds. (2009). The collected Doug Wright : Canada's master cartoonist 1. diseñado por Seth, y la introducción por Lynn Johnston. Montreal: Drawn and Quarterly. p. 240. ISBN 978-1-897299-52-4.
- Volume Two (TBA)
- Doug Wright's Nipper : from the comic strip "Doug Wright's family", 1963-1964. Montreal: Drawn and Quarterly. 2010. p. 112. ISBN 978-1-77046-019-5.
- Doug Wright's Nipper : from the comic strip "Doug Wright's family", 1965-1966. Montreal: Drawn and Quarterly. 2011. p. 112. ISBN 978-1-77046-056-0.
- Doug Wright's Nipper : from the comic strip "Doug Wright's family", 1967-1968. Montreal: Drawn and Quarterly. 2012. p. 112. ISBN 978-1-77046-093-5.